# Râul Brăteasca
Râul Brăteasca este un curs de apă, afluent al râului Suha. 

## Hărți
- Harta județului Suceava